# 가젤급 순양함

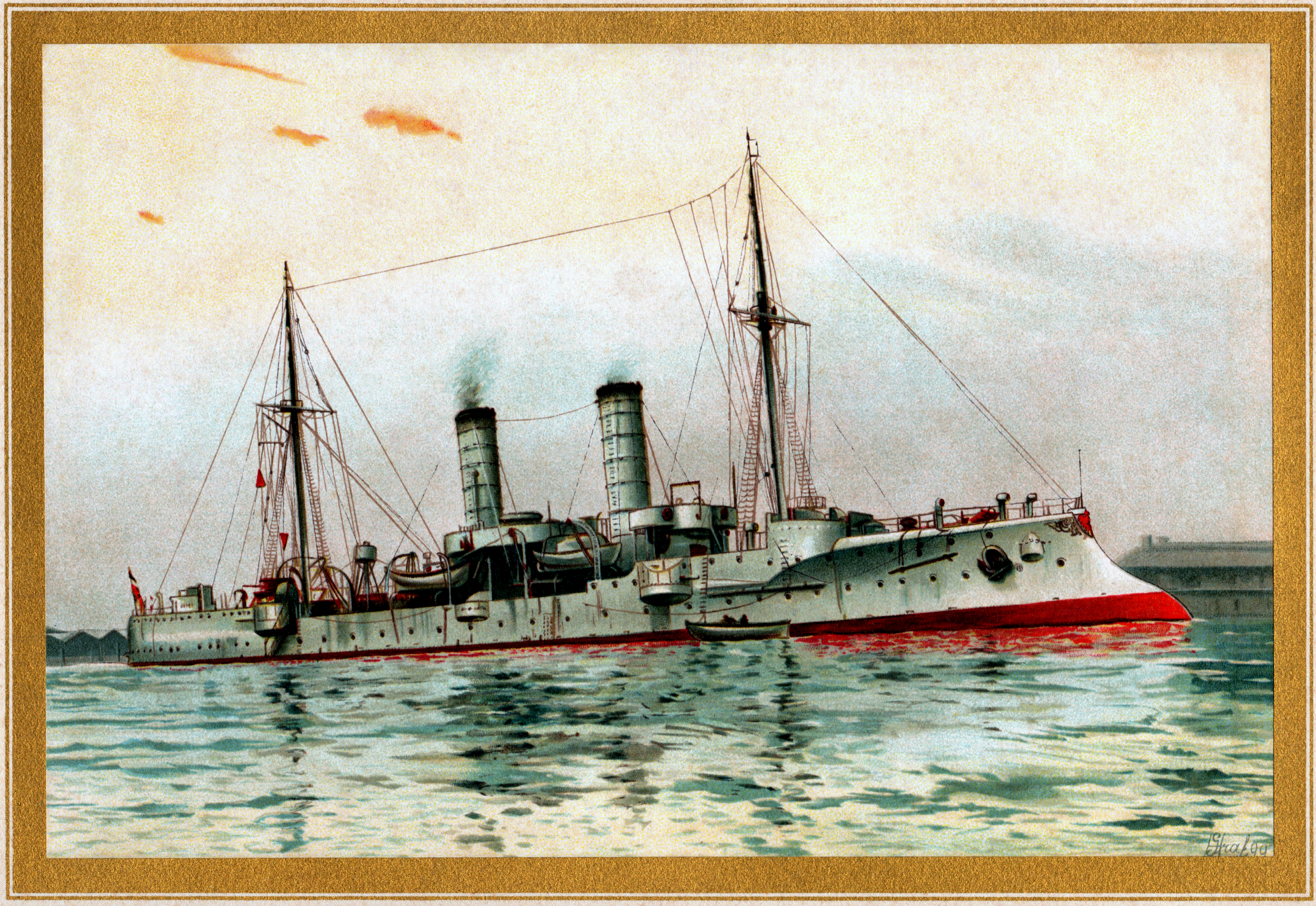
1902년 그림

가젤급 순양함은 만재배수량 3천톤인 독일 제국해군의 경순양함이다. 1900년부터 1954년까지 10척이 사용되었다.

## 디자인
가젤급은 독일 제국해군 최초의 근대식 경순양함이다. 만재배수량 3,000 톤, 항속거리 8,000 km, 승무원 270명이다.